# Morris County (Texas)
Das Morris County ist ein County im Bundesstaat Texas der Vereinigten Staaten. Das U.S. Census Bureau hat bei der Volkszählung 2020 eine Einwohnerzahl von 11.973 ermittelt. Der Sitz der County-Verwaltung (County Seat) befindet sich in Daingerfield. Das County gehört zu den Dry Countys, was bedeutet, dass der Verkauf von Alkohol eingeschränkt oder verboten ist.

## Geographie
Das County liegt im Nordosten von Texas, im Norden etwa 30 km von Oklahoma und im Osten etwa 40 km von Arkansas entfernt. Es hat eine Fläche von 670 Quadratkilometern, wovon 11 Quadratkilometer Wasserfläche sind. Es grenzt im Uhrzeigersinn an folgende Countys: Bowie County, Cass County, Marion County, Upshur County, Camp County, Titus County und Red River County.

## Geschichte
Morris County wurde am 6. März 1875 aus Teilen des Titus County gebildet. Benannt wurde es nach William Wright Morris (1805–1883), einem Abgeordneten in der State Legislature der Republik Texas, Bezirksrichter und Förderer des Eisenbahnbaus in Osttexas.
Ein Bauwerk im County ist im National Register of Historic Places („Nationales Verzeichnis historischer Orte“; NRHP) eingetragen (Stand 27. November 2021), das Old Morris County Courthouse.

## Demografische Daten

Alterspyramide des Morris Countys (Stand: 2000)

Nach der Volkszählung im Jahr 2000 lebten im Morris County 13.048 Menschen. Davon wohnten 166 Personen in Sammelunterkünften, die anderen Einwohner lebten in 5.215 Haushalten und 3.749 Familien. Die Bevölkerungsdichte betrug 20 Einwohner pro Quadratkilometer. Ethnisch betrachtet setzte sich die Bevölkerung zusammen aus 71,71 Prozent Weißen, 24,13 Prozent Afroamerikanern, 0,53 Prozent amerikanischen Ureinwohnern, 0,18 Prozent Asiaten, 0,06 Prozent Bewohnern aus dem pazifischen Inselraum und 2,28 Prozent aus anderen ethnischen Gruppen; 1,12 Prozent stammten von zwei oder mehr ethnischen Gruppen ab. 3,66 Prozent der Einwohner waren spanischer oder lateinamerikanischer Abstammung.
Von den 5.215 Haushalten hatten 29,5 Prozent Kinder oder Jugendliche, die mit ihnen zusammen lebten. 53,9 Prozent waren verheiratete, zusammenlebende Paare 14,1 Prozent waren allein erziehende Mütter und 28,1 Prozent waren keine Familien. 25,8 Prozent waren Singlehaushalte und in 13,2 Prozent lebten Menschen im Alter von 65 Jahren oder darüber. Die durchschnittliche Haushaltsgröße betrug 2,47 und die durchschnittliche Familiengröße betrug 2,95 Personen.
25,2 Prozent der Bevölkerung war unter 18 Jahre alt, 7,8 Prozent zwischen 18 und 24, 24,3 Prozent zwischen 25 und 44, 24,5 Prozent zwischen 45 und 64 und 18,3 Prozent waren 65 Jahre alt oder älter. Das Medianalter betrug 40 Jahre. Auf 100 weibliche Personen kamen 92,7 männliche Personen und auf 100 Frauen im Alter von 18 Jahren oder darüber kamen 87,4 Männer.
Das jährliche Durchschnittseinkommen eines Haushalts betrug 29.011 USD, das Durchschnittseinkommen einer Familie betrug 35.326 USD. Männer hatten ein Durchschnittseinkommen von 30.917 USD, Frauen 20.270 USD. Das Prokopfeinkommen betrug 15.612 USD. 14,9 Prozent der Familien und 18,3 Prozent der Einwohner lebten unterhalb der Armutsgrenze.

## Städte und Gemeinden
| - Bryans Mill - Cason - Cornett | - Daingerfield - Dalton - Hughes Springs1 | - Jenkins - Lone Star - Naples | - Omaha - Rocky Branch |

1 – teilweise im Cass County